# 프랑수아기욤 메나조
프랑수아기욤 메나조(프랑스어: François-Guillaume Ménageot, 1744년 7월 9일~1816년 10월 4일)는 프랑스의 화가이다. 바로크와 신고전주의 화풍의 화가로 주로 종교와 역사를 다룬 회화를 그렸다.

## 생애
1744년 런던에서 미술상인이자 드니 디드로의 재정 담당자인 오귀스탱 메나조의 아들로 태어났다. 장바티스트앙리 데에에게 처음으로 그림을 배웠으며 이후 장마리 비앵과 프랑수아 부셰에게 사사했다.
1766년에 <키루스의 머리를 피 그릇에 담그는 토미리스 여왕>으로 로마 대상을 수상했으며 이를 계기로 이탈리아에 머물렀다. 1769년부터 1774년까지 로마 프랑스 아카데미에서 수학했고 1787년부터 1793년까지 루이장프랑수아 라그레네의 후임으로 로마 프랑스 아카데미 이사직을 맡으면서 화가 활동을 했다.
1777년에는 예술 아카데미 공인 역사화가가 되었으며 이후에도 계속 작품 활동을 하다가 1816년 파리에서 사망했다.